# Изабел Пиреш де Лима
Изабел Пиреш де Лима (на португалски: Maria Isabel da Silva Pires de Lima) е португалски филолог, политик и общественик.

## Биография
Родена е на 10 юли 1952 г. в Брага, Португалия. От 1974 до 2015 г. преподава множество дисциплини в областта на португалската литература от XVIII до XXI век, социологията на литературата, сравнителното литературознание и визуалните изкуства в Хуманитарния факултет на Университета на Порто. Автор е на трудове с открояващи се приноси в областта на изследванията на португалоезичните литератури и култури. Пише стотици публикации и изнеся над 250 доклада на национални и международни форуми, като особено място сред тях заемат посветените на творчеството на португалските класици Еса де Кейрош, Камило Кащело Бранко и Жулио Диниш, на редица автори от модерната и съвременната португалска литература.
Член е на Международната асоциация на литературните критици, Международната асоциация за сравнително литературознание, Международната асоциация на лузитанистите, Американската асоциация за португалистика. Ръководи и е научен консултант на над 80 образователни и културни проекти, в сътрудничество с португалски и бразилски държавни институции, с културни фондации и центрове. Член е на редакционните съвети на 11 академични издания в Португалия, Бразилия, САЩ, Франция и Нидерландия. Многобройни са лекционните и семинарните курсове във висши училища в страни от Азия, Африка, Европа, Северна и Южна Америка. Включвана е в състава на национални и международни журита за присъждане на най-авторитетните литературни награди в света на португалоезичието: Международната награда „Камойш“, учредена от Министерствата на културата на Португалия и Бразилия, Голямата награда на Асоциацията на португалските писатели (за роман и новела, за разказ, за поезия, за есеистика), Наградата „Вержилио Ферейра“, Наградата „Осеанош“ и др.
Има активната гражданска позиция по отношение на мястото на жените в демократичните процеси, както и в защита на културните и образователните ценности в съвременното общество. Депутат е в Националната асамблея на Португалската република, министър на културата на Португалия, вицепрезидент на Фондация „Сералвеш“. За изключителния ѝ принос към обществото, образованието и португалската култура е удостоена с едно от най-високите държавни отличия в Португалия – офицер на Ордена на Инфанта Дон Енрике.
Има изключителни научни постижения в областта на филологията и в частност на лузитанистиката, както и сериозен принос за развитието на научното, педагогическото и културното сътрудничество между Софийския университет и Университета на Порто. На 26 ноември 2019 г. е удостоена със званието „Доктор хонорис кауза“ на Софийския университет и Почетен знак със синя лента.